# Denis Kovba
Dzjanis Jurjevič Kovba (bělorusky Дзяніс Юр'евіч Коўба, 6. září 1979 – 18. listopadu 2021) známý i jako Denis Kovba byl běloruský fotbalový záložník, naposledy hrál za ruský klub FK Chimki.